# Adam Geric
Adam Geric (* 21. März 1989 in Victoria, British Columbia, Kanada) ist ein ehemaliger kanadisch-australischer Eishockeyspieler, der zuletzt bis 2014 bei den Newcastle North Stars in der Australian Ice Hockey League unter Vertrag steht.

## Karriere
Adam Geric begann seine Karriere als Eishockeyspieler in seiner kanadischen Heimat bei den Nanaimo Clippers, für die er in der British Columbia Hockey League spielte. Von 2005 bis 2007 spielte er bei den Saskatoon Blades in der Western Hockey League, die zu den drei großen Nachwuchsligen in Kanada gehört. Nach einem Jahr bei den Icemen Thunderbird in der unterklassigen UBCTAHL spielt er seit 2011 in Australien. Dort stand er nach zwei Jahren bei den Gold Coast Blue Tongues 2013 und 2014 für die Newcastle North Stars auf dem Eis.

### International
Für Australien nahm Geric nach seiner Einbürgerung an den Weltmeisterschaften der Division II 2014 und 2015, als er zum besten Spieler seiner Mannschaft gewählt wurde, aber den Abstieg von der A- in die B-Gruppe nicht verhindern konnte, teil.